# Grevenmacher
Grevenmacher (lb. Gréiwemaacher) − miasto i gmina (gemeng / commune / Gemeinde) we wschodnim Luksemburgu, siedziba administracyjna kantonu Grevenmacher. Do 3 października 2015 miasto było również siedzibą administracyjną dystryktu Grevenmacher. Siedziba administracyjna gminy znajduje się w miejscowości Grevenmacher. Liczy 5092 mieszkańców (1 stycznia 2023).  

## Podział administracyjny
Do gminy należą cztery miejscowości, w tym jeden (Uertschaft) oraz trzy lieu-dit:
1. Grevenmacher (Gréiwemaacher)
2. Grevenmacherberg (Gréiwemaacherbierg), lieu-dit
3. Manternacherberg (Manternacherbierg), lieu-dit
4. Potaschberg (Potaschbierg), lieu-dit